# Musée Fesch
Das Musée Fesch (offiziell: Palais Fesch-musée des beaux-arts) ist das zentrale Kunstmuseum in Ajaccio auf Korsika. Es befindet sich im Palais Fesch im Stadtteil Borgu d’Ajaccio.  Es wurde vom Onkel Napoleons I., Kardinal Joseph Fesch (ab 1807 Prinz von Frankreich), in seinem Geburtshaus gegründet.

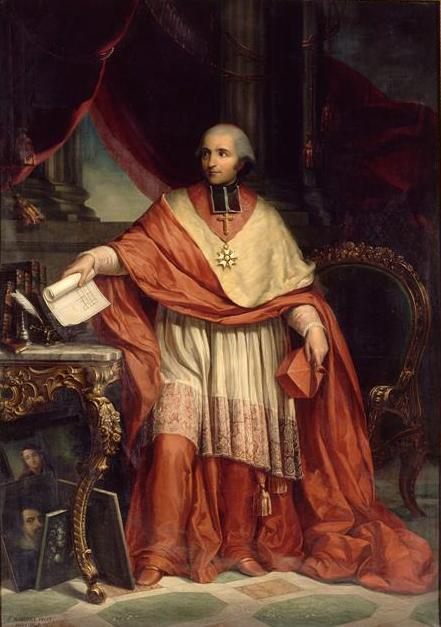
Jérôme Maglioli, Porträt von Cardinal Fesch, Musée Fesch

## Standort
Das Fesch-Museum befindet sich in Ajaccio, dem Geburtsort seines Gründers, des Kardinals Joseph Fesch, und ist im Palais Fesch aus dem 19. Jahrhundert in der Rue Cardinal Fesch untergebracht. Das Palais Fesch beherbergt auch das gleichnamige Collège, das eine große Gemäldesammlung besitzt, bei der es sich jedoch größtenteils um Kopien handelt. Außerdem gibt es eine Bibliothek mit 30.000 Bänden und eine Sammlung korsischer Mineralien. Im Innenhof steht eine Bronzestatue von Kardinal Fesch. Im rechten Flügel des Palastes befindet sich die 1855 erbaute Fesch-Kapelle mit den Gräbern von Letizia Ramolino, der Mutter Napoleons, und von Kardinal Fesch. Die angrenzende Bibliothèque Municipale beherbergt seltene alte Bücher und wurde 1837 fertiggestellt.

## Geschichte

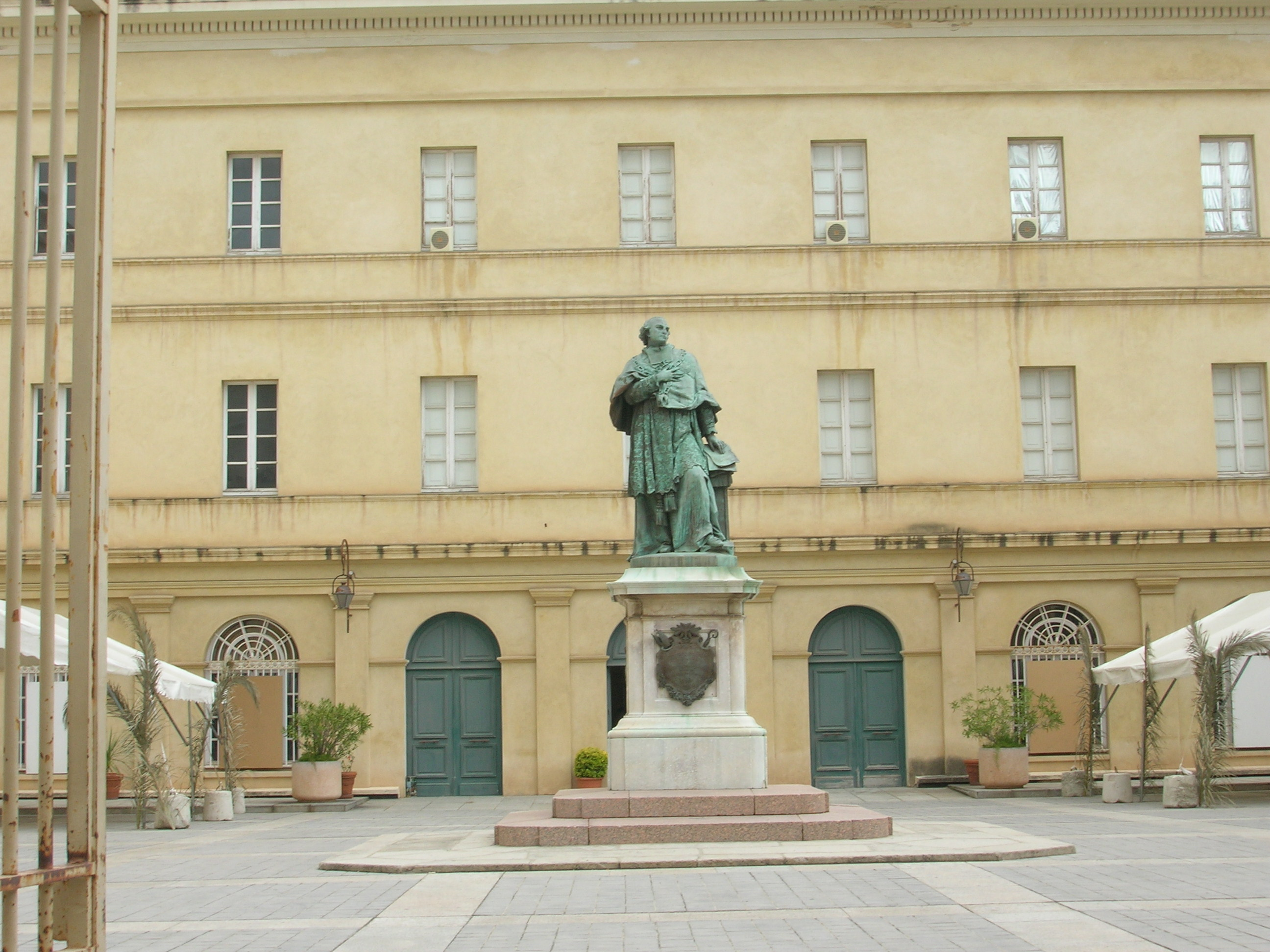
Statue von Kardinal Joseph Fesch (Erzbischof von Lyon 1802–39) im Vorhof des Museums

Die Initiative zum Bau des Museums ging vom Onkel Napoleons I. mütterlicherseits aus, Kardinal Joseph Fesch (1763–1839), Erzbischof von Lyon und Primas der Gallier. Es war Feschs Wunsch, in seiner Heimatstadt ein Institut der Künste und Wissenschaften zu gründen. Vor seinem Tod im Jahr 1839 schenkte Fesch dem Museum 1.000 Kunstwerke, darunter 843 Gemälde, aus seiner umfangreichen Sammlung, die mehr als 17.000 Exemplare umfasste.
Das Museum wurde 1806 geplant, aber erst 1827 unter der Leitung von Péraldi, einem Freund und Vertreter des Kardinals, mit dem Bau begonnen. Im Jahr 1829 wurde der Bau von der damaligen Regierung der Bourbonen unterbrochen, da er aufgrund seiner opulenten Ausstattung und Präsentation als Beleidigung der Regierung angesehen wurde, und Péraldi, der nach dem Fall des Kaiserreichs nach Rom verbannt worden war, mit der Ausführung beauftragt war. 1833 wurden die Bauarbeiten wurden wieder aufgenommen und 1852 unter der Leitung des korsischen Architekten Frassato abgeschlossen. Fesch erlebte die Fertigstellung des Museums nicht mehr, da er 1839 in Rom verstarb.

## Ausstattung

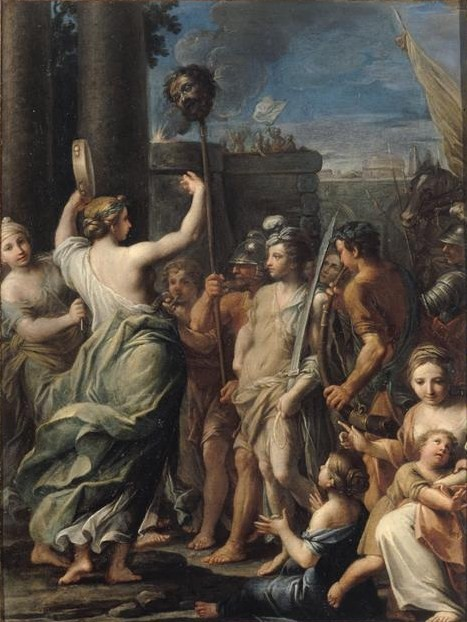
Giacomo Boni, Der Triumpf des David

Die eindrucksvollsten Gemäldesammlungen sind in mehreren Sälen nach den einzelnen Epochen (italienischen Frühzeit, Renaissance, römischer Barock und neapolitanischer Barock) geordnet. Das Museum beherbergt eine der besten Sammlungen alter italienischer Meister in Frankreich, darunter Botticelli, Giovanni Bellini, Cosmè Tura, eine der bedeutendsten Sammlungen napoleonischer Gemälde und Erinnerungsstücke sowie eine Sammlung korsischer Malerei. Das vierstöckige Gebäude, das in 27 Sälen mehr als 400 Werke der Sammlung präsentiert, beherbergt im Untergeschoss die Napoleonische Sammlung. Auf der ersten Etage sind italienische Gemälde des 16. und 17. Jahrhunderts ausgestellt, darunter die Madonna mit Kind von Botticelli, der Mann mit dem Handschuh von Tizian und Leda und der Schwan von Paolo Veronese. Auf der zweiten Etage sind Gemälde aus dem 17. und 18. Jahrhundert zu sehen, darunter Poussins Midas an der Quelle des Flusses Pactole und Reccos Stillleben mit Fisch und Hummer, während die Große Galerie, die sich ebenfalls auf dieser Etage befindet, große Gemälde wie Gregorio de Ferraris Heilige Familie beherbergt.

### Italienische Schule
- Frühes Italien und Renaissance: Bernardo Daddi, Niccolò di Tommaso, Sandro Botticelli, Giovanni Bellini, Lorenzo di Credi, Cosmè Tura, Niccolò Pisano, Mariotto di Nardo, Cosimo Rosselli, Jacopo del Sellaio, Giovanni Boccati, Liberale da Verona, Francesco Francia, Perugino.
  - 16. Jahrhundert: Michelangelo, Fra Bartolomeo, Bartolomeo Veneto, Jacopo da Empoli, Dosso Dossi, Bernardino Luini, Baccio Bandinelli, Luca Longhi, Tizian, Veronese, Giorgio Vasari, Santi di Tito.
- 17. Jahrhundert: Pietro da Cortona, Guercino, Salvator Rosa, Luca Giordano, Andrea Pozzo, Ludovico Carracci, Giovanni Lanfranco, Baciccio, Carlo Maratta, Cavaliere D’arpino, Mattia Preti, Carlo Saraceni, Paolo Porpora, Antonio Tempesta, Giovanni Battista Ruoppolo, Ventura Salimbeni, Gregorio De Ferrari, Giacomo Boni, Rutilio Manetti, Francesco Guarini, Carlo Sellitto, Antonio Gherardi, Giuseppe Recco, Pietro Paolini, Evaristo Baschenis, Micco Spadaro, Ciro Ferri, Carlo Cignani, Ludovico Cigoli, Francesco Noletti, Andrea Belvedere, Filippo Vitale, Giuseppe Ghezzi.
- 18. Jahrhundert: Sebastiano Ricci, Francesco Solimena, Corrado Giaquinto, Giovanni Paolo Pannini, Sebastiano Conca, Andrea Procaccini, Marco Benefial, Francesco Trevisani, Luigi Garzi, Marcello Bacciarelli, Benedetto Luti etc.

### Andere Schulen

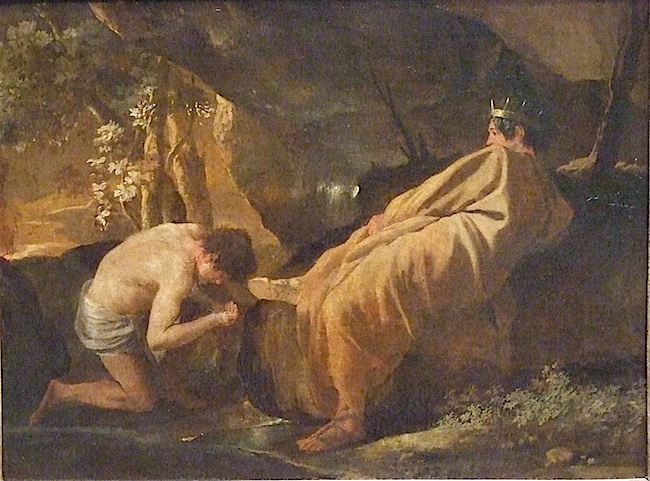
Poussin, Midas an der Quelle des Flusses Pactolus.

- Französische Schule: Nicolas Poussin, Simon Vouet, Gaspard Dughet, Nicolas Tournier, Claude Vignon, Étienne Parrocel, Pierre Subleyras, Charles-Joseph Natoire, Claude Joseph Vernet, Jacques Sablet, Louis-Léopold Boilly, Alexandre Cabanel, Émile Auguste Carolus-Duran etc.
- Nördliche Schulen (hauptsächlich Künstler des 17. Jahrhunderts, die sich in Italien aufhielten): Van Dyck, Willem van Aelst, Nicolaes Berchem, Govert Flinck, Jan Frans van Bloemen, Matthias Stomer, Adam Elsheimer, Hendrick Goltzius, David de Koninck, Jan Miel, Jan Vonck, Johann Carl Loth, Mathijs Bril, Abraham Janssens, Frans Badens, Daniel Seiter, Philipp Peter Roos, Johannes Glauber, Bartholomäus Spranger, Gaspar van Wittel, Anton von Maron oder Anton Raphael Mengs.
- Korsische Schule (19. und 20. Jahrhundert): Tony Agostini, Jean-Baptiste Bassoul, Émile Brod, Léon-Charles Canniccioni, Jacques-Martin Capponi, Paul Chocarne-Moreau, François Corbellini, Catherine Empis, Dominique Frassati, Alfred de La Rocca, Jérôme Maglioli, Jean-Luc Multedo, Paul-Mathieu Novellini, Lucien Peri, Ludwig  Pietzch etc.

Italienische Maler
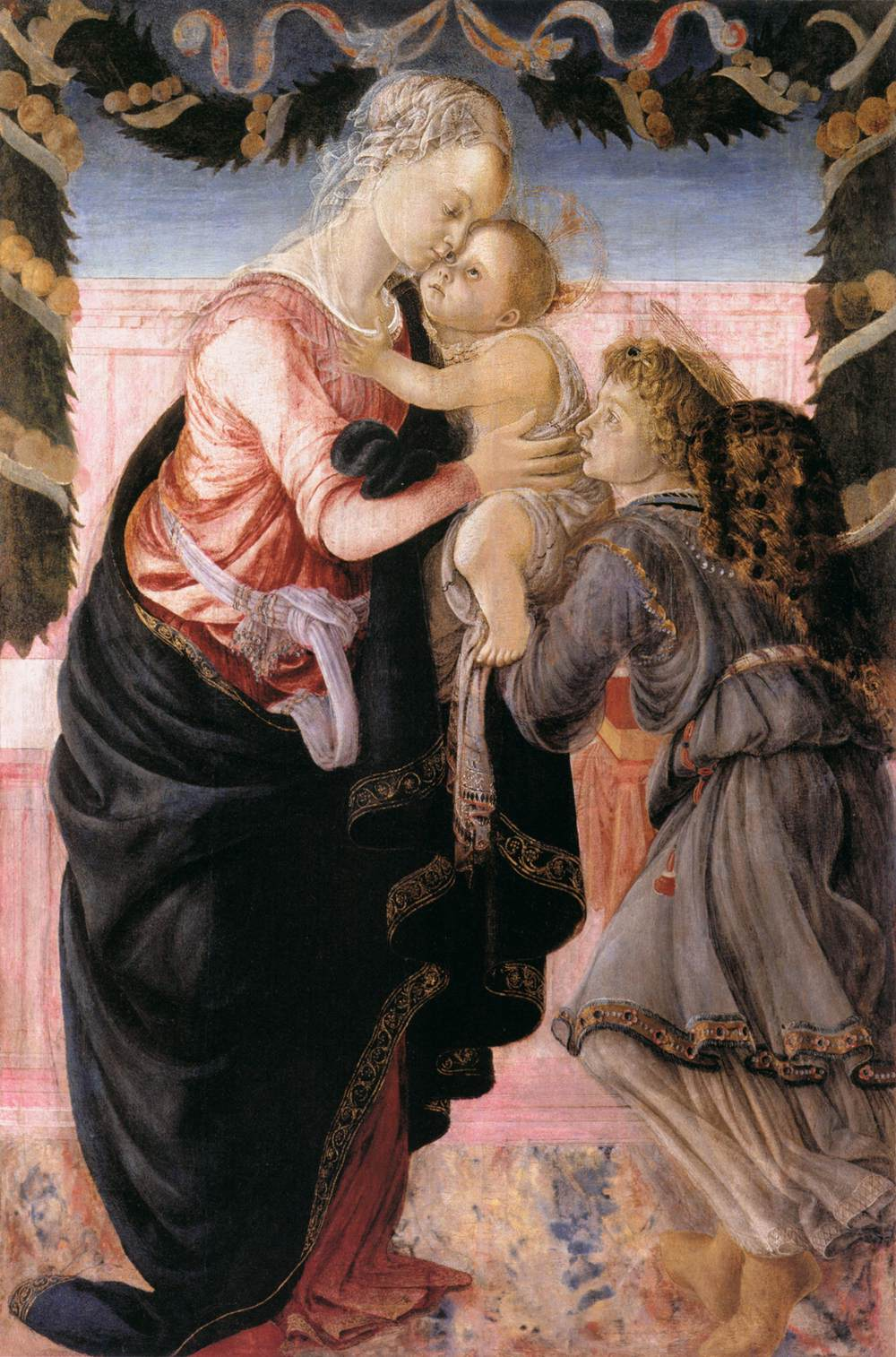
Sandro Botticelli, Madonna mit Kind, gehalten von einem Engel unter einer Girlande
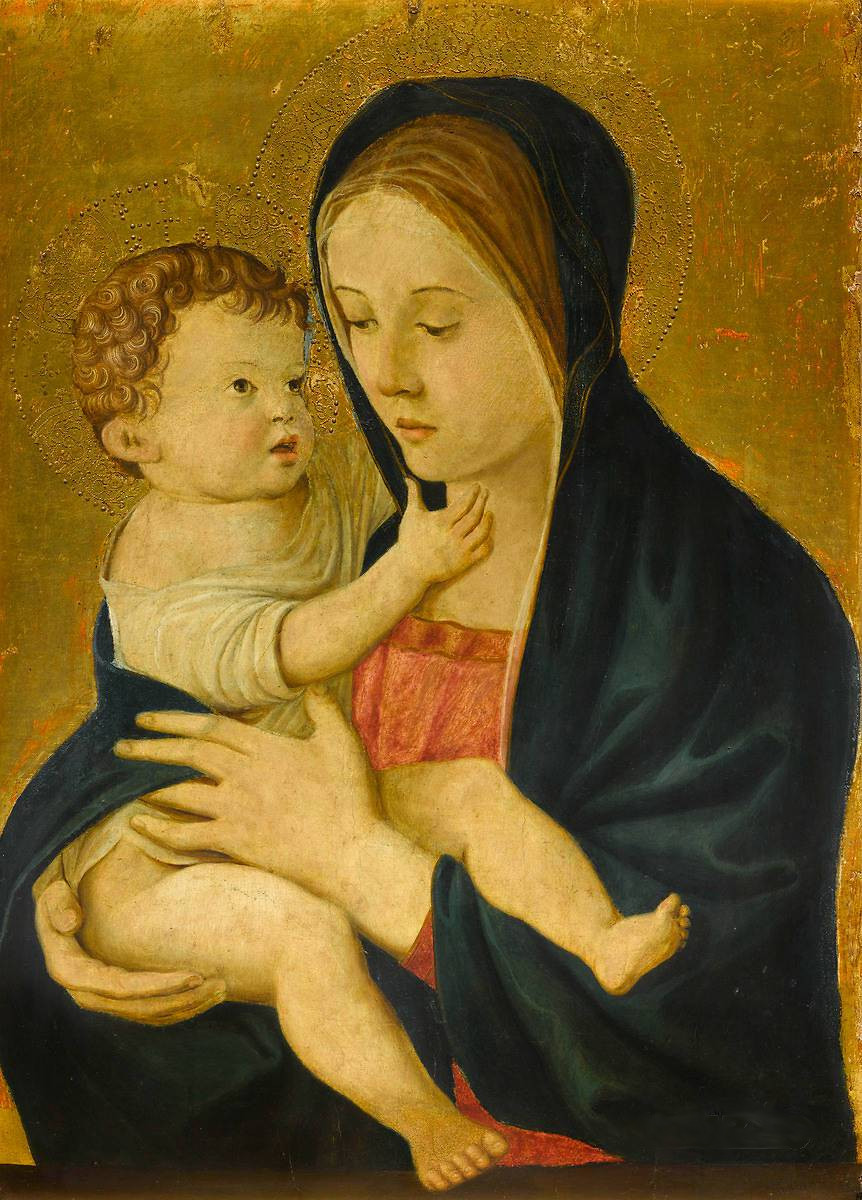
Giovanni Bellini, Madonna mit Kind
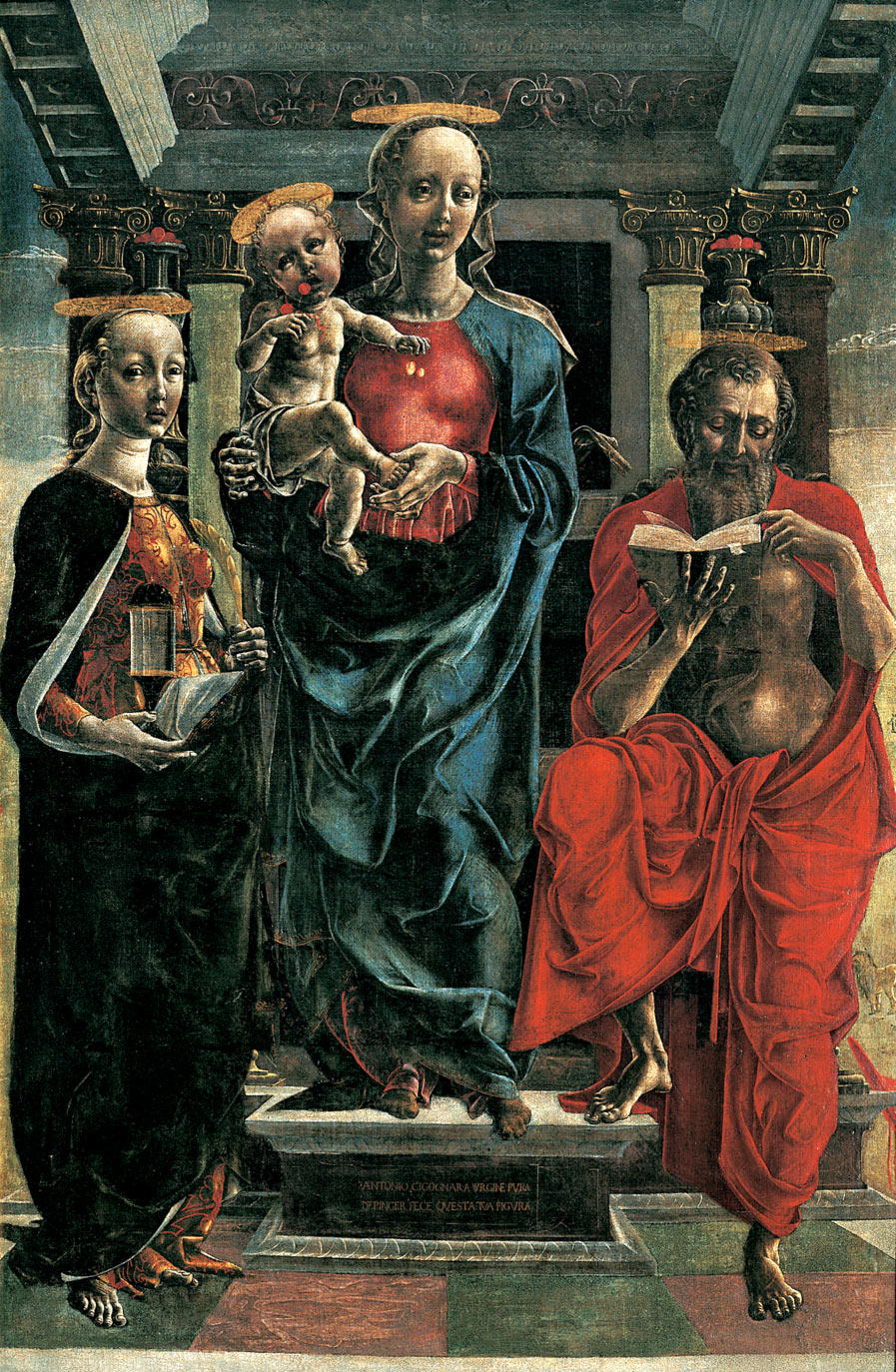
Cosmè Tura, Madonna mit Kind zwischen einem Märtyrer und dem heiligen Hieronymus
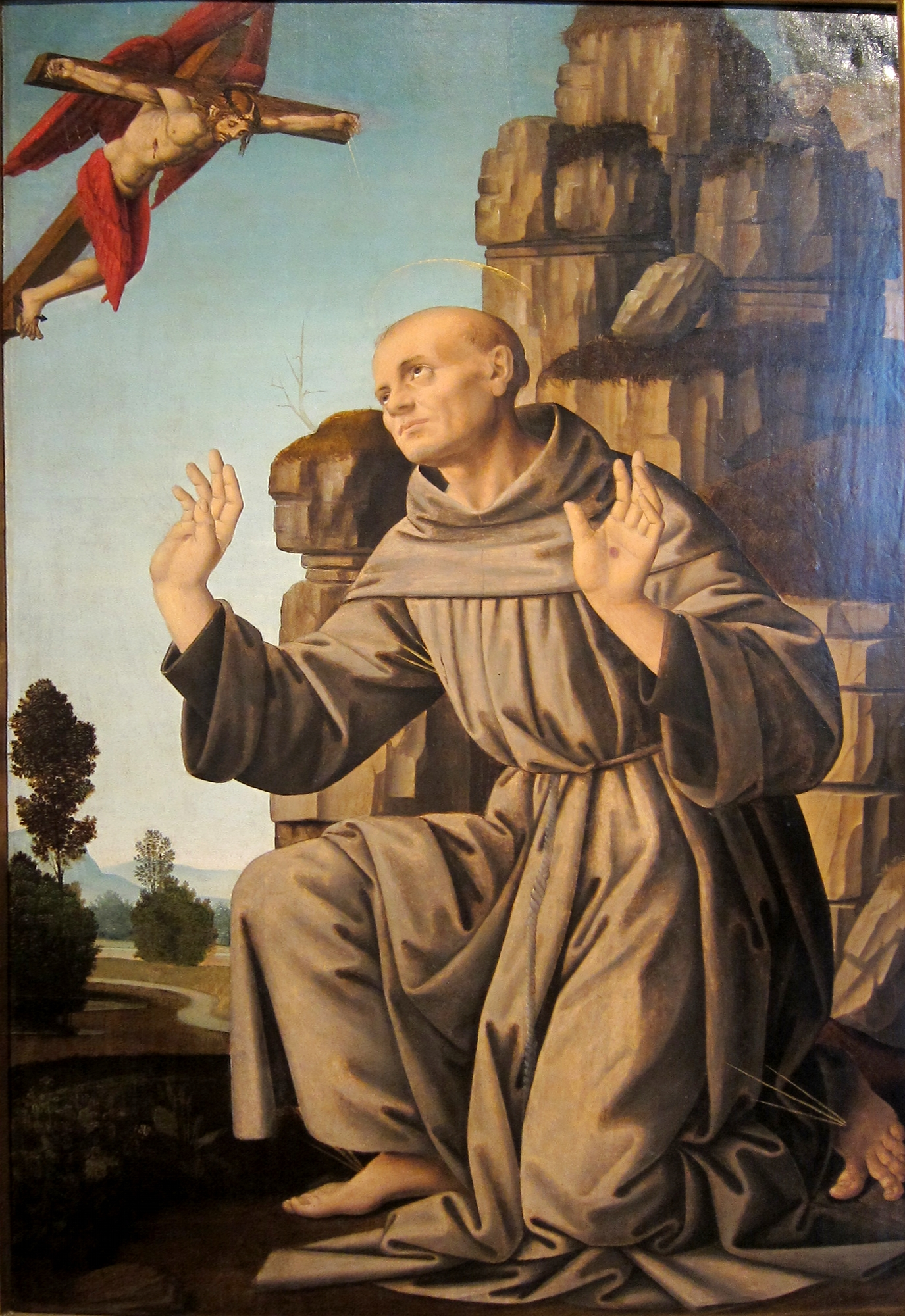
Lorenzo di Credi, Hl. Franz von Assisi erhält die Stigmata
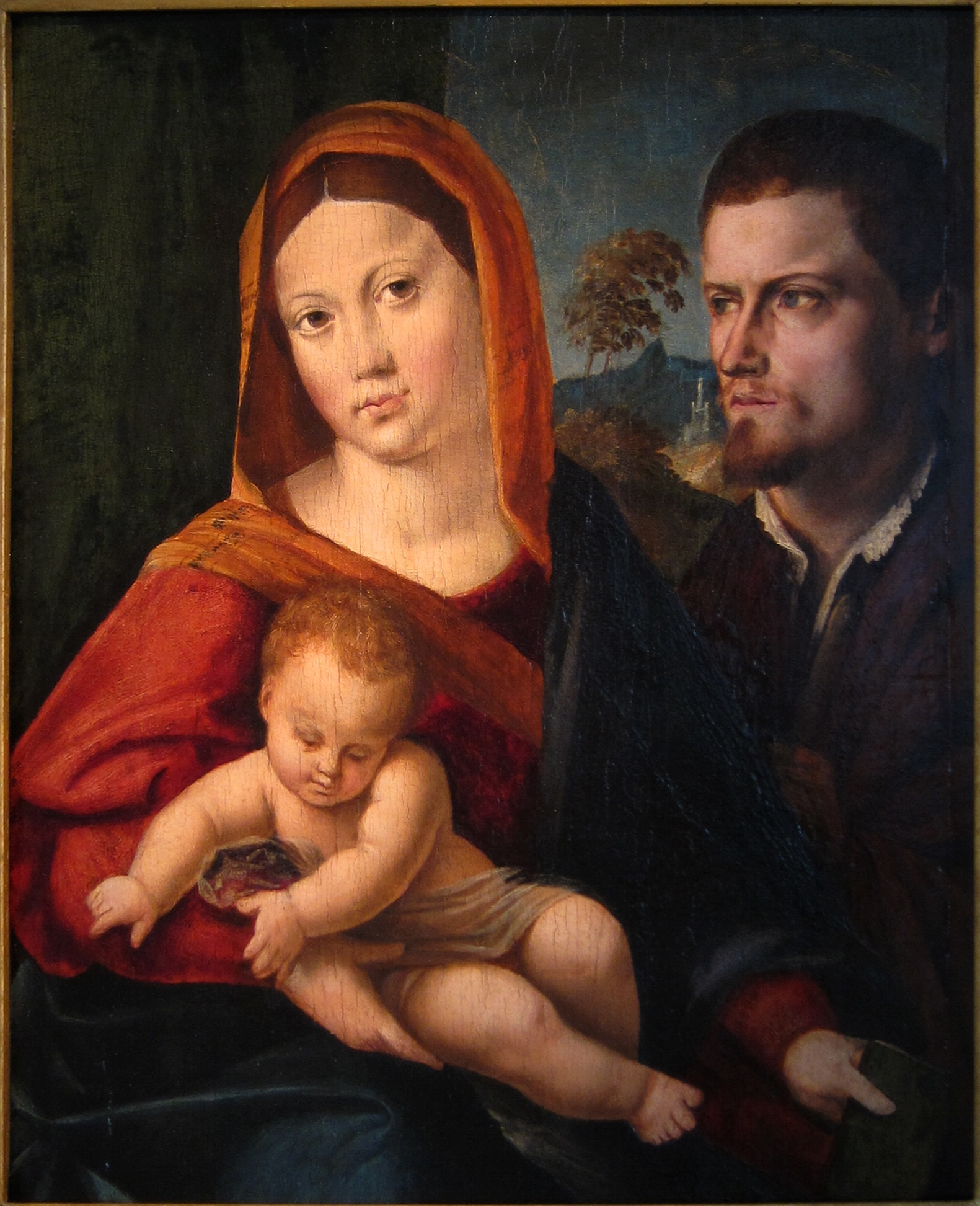
Niccolò Pisano, Heilige Familie
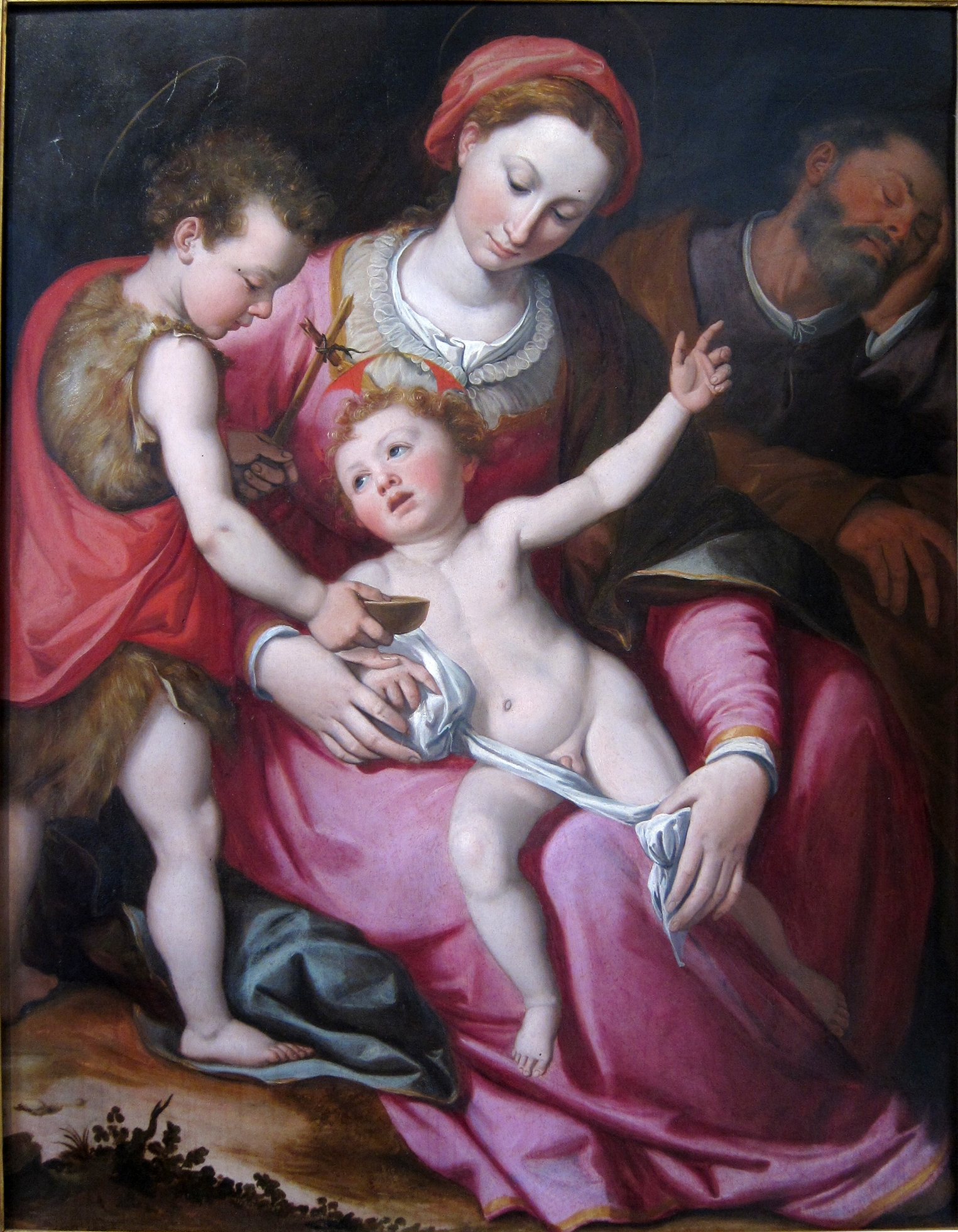
Santi di Tito, Heilige Familie
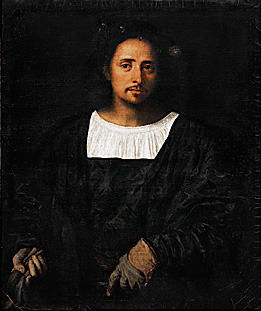
Tizian, Mann mit Handschuh
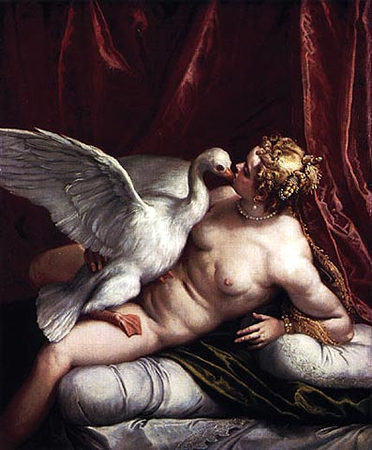
Paolo Veronese, Leda und der Schwan
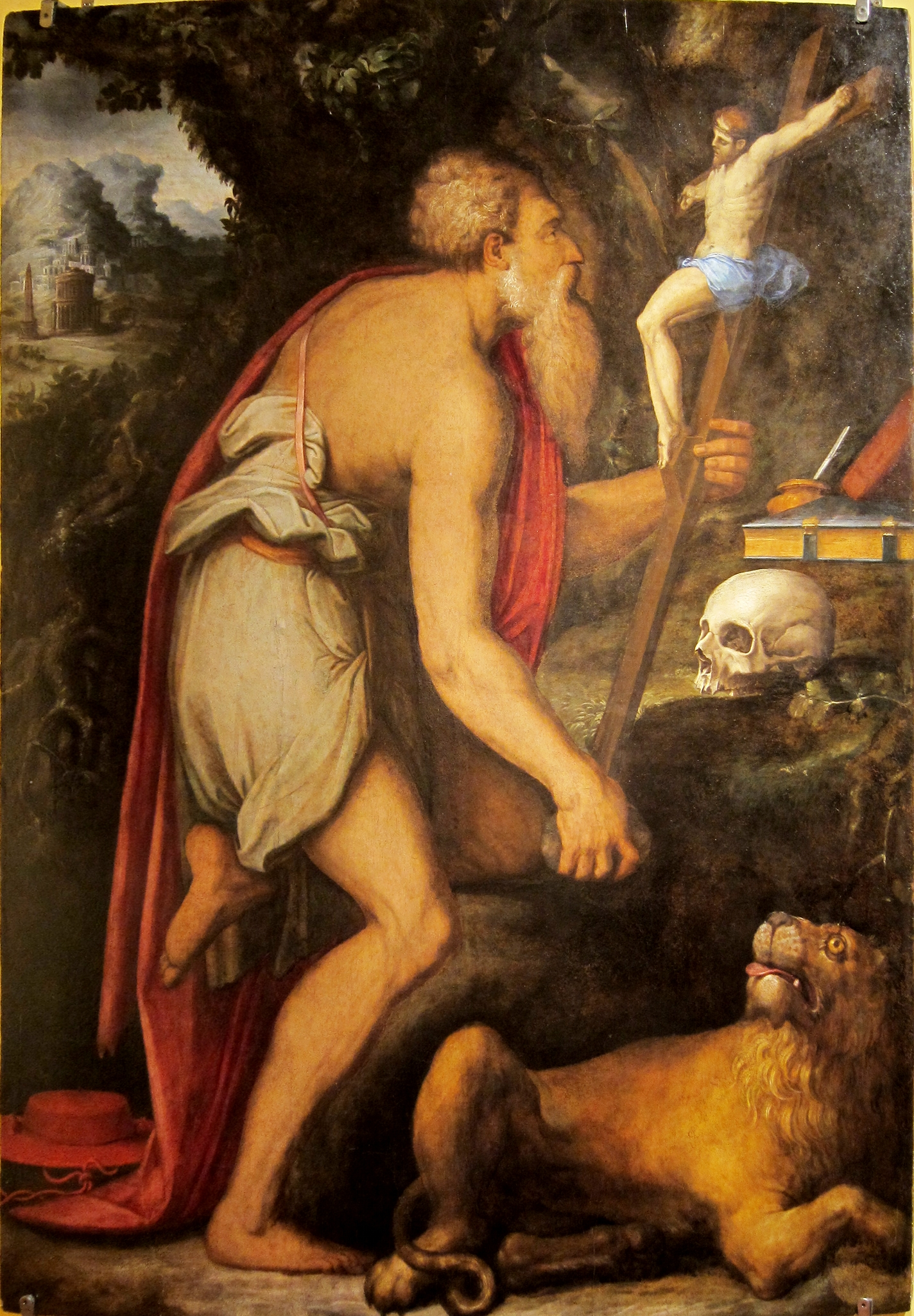
Giorgio Vasari, Heiliger Hieronymus
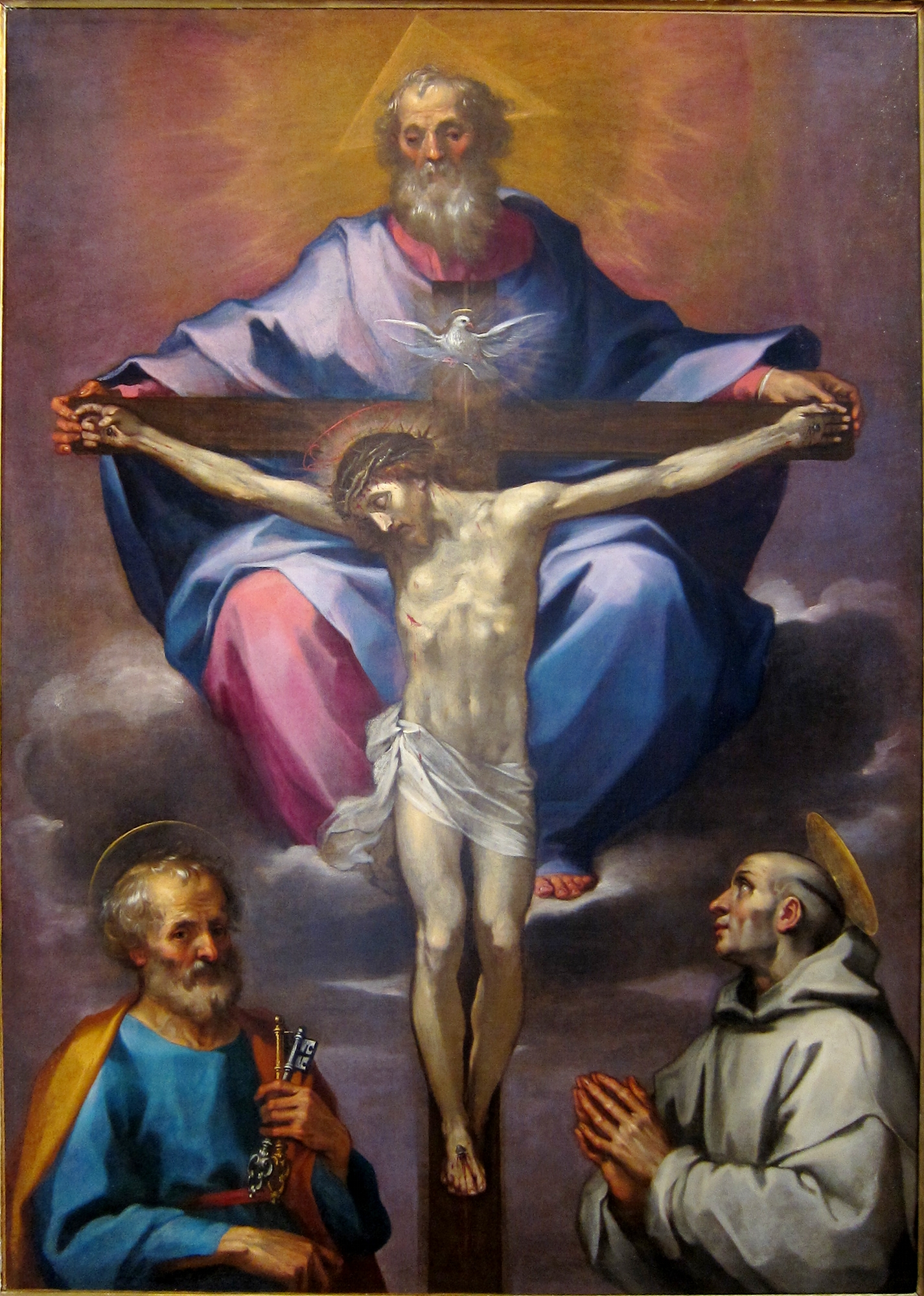
Ventura Salimbeni, Die Dreifaltigkeit mit dem hl. Petrus und dem hl. Bernhard
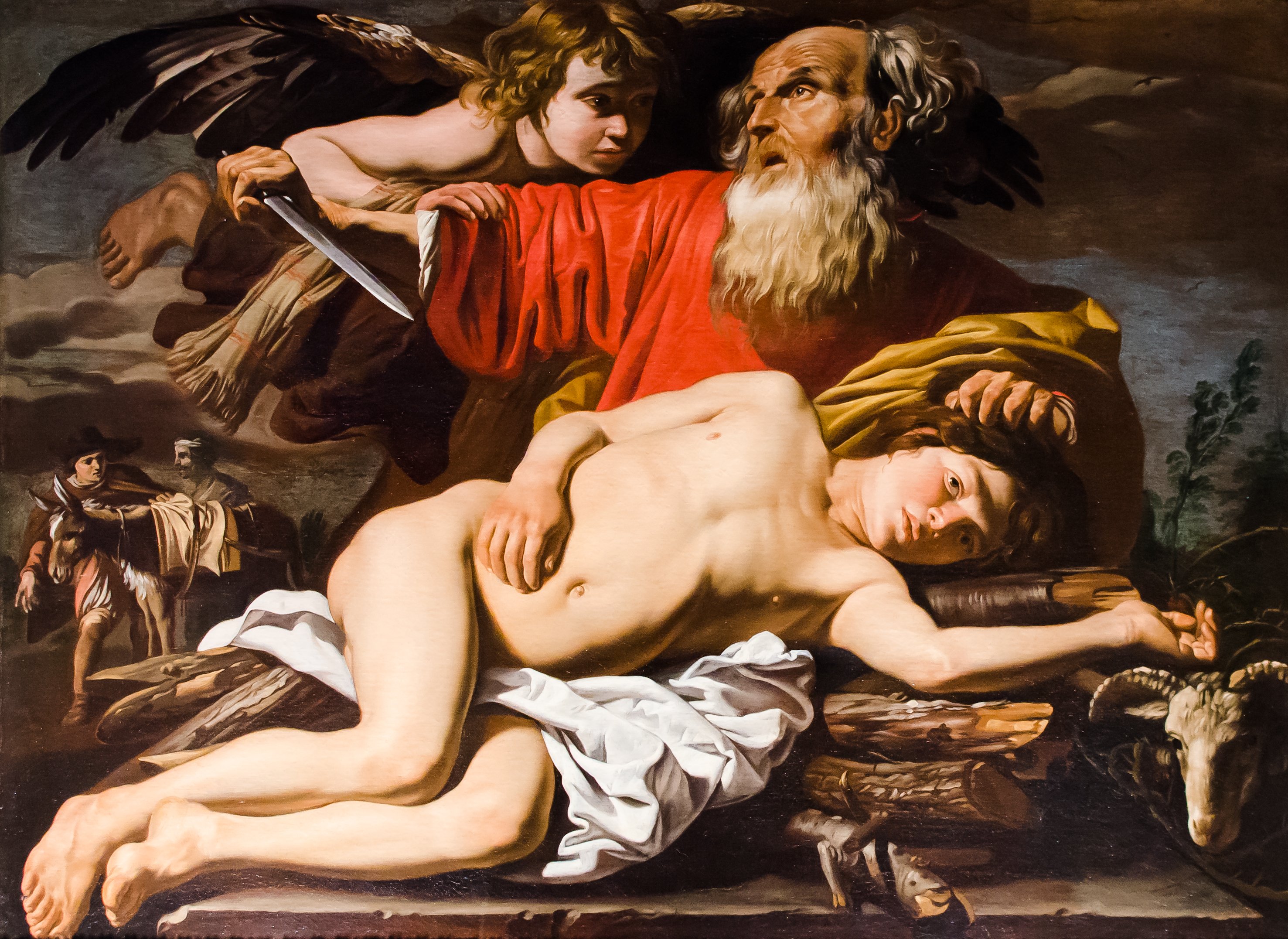
Matthias Stomer, Die Opferung Abrahams
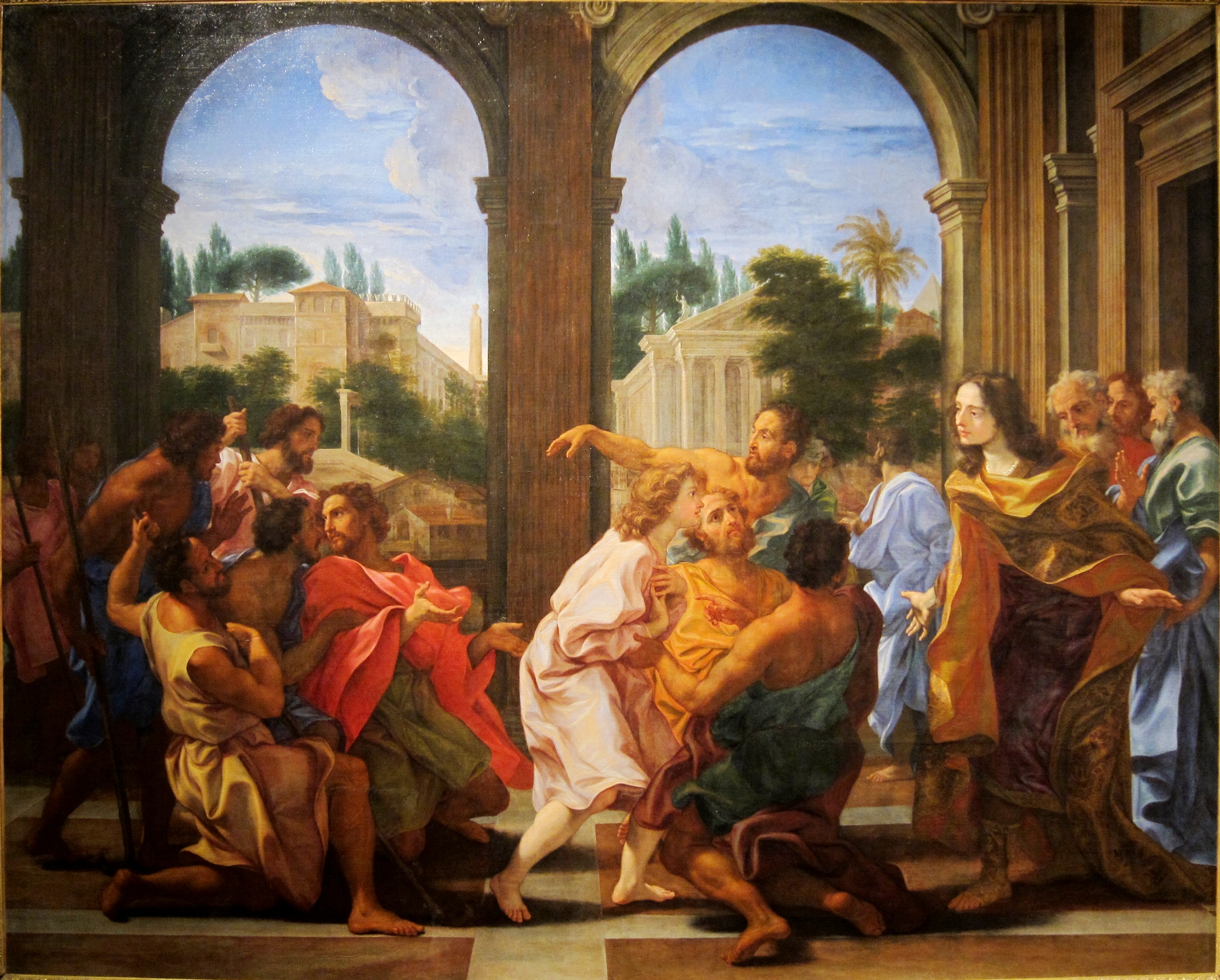
Baciccio, Josef wird von seinen Brüdern erkannt
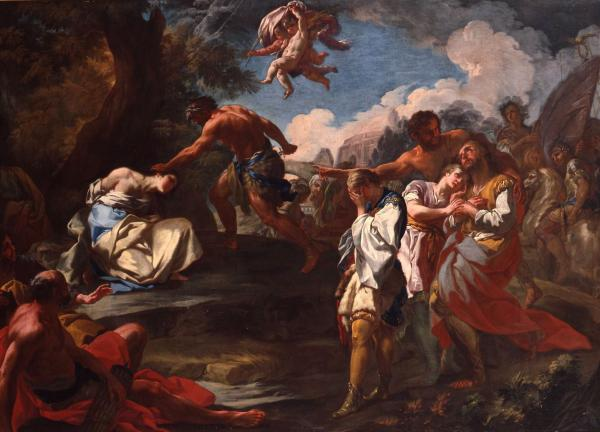
Corrado Giaquinto, Martyrium der heiligen Martha, Marius, Abakus und Audifax

Selbstporträts
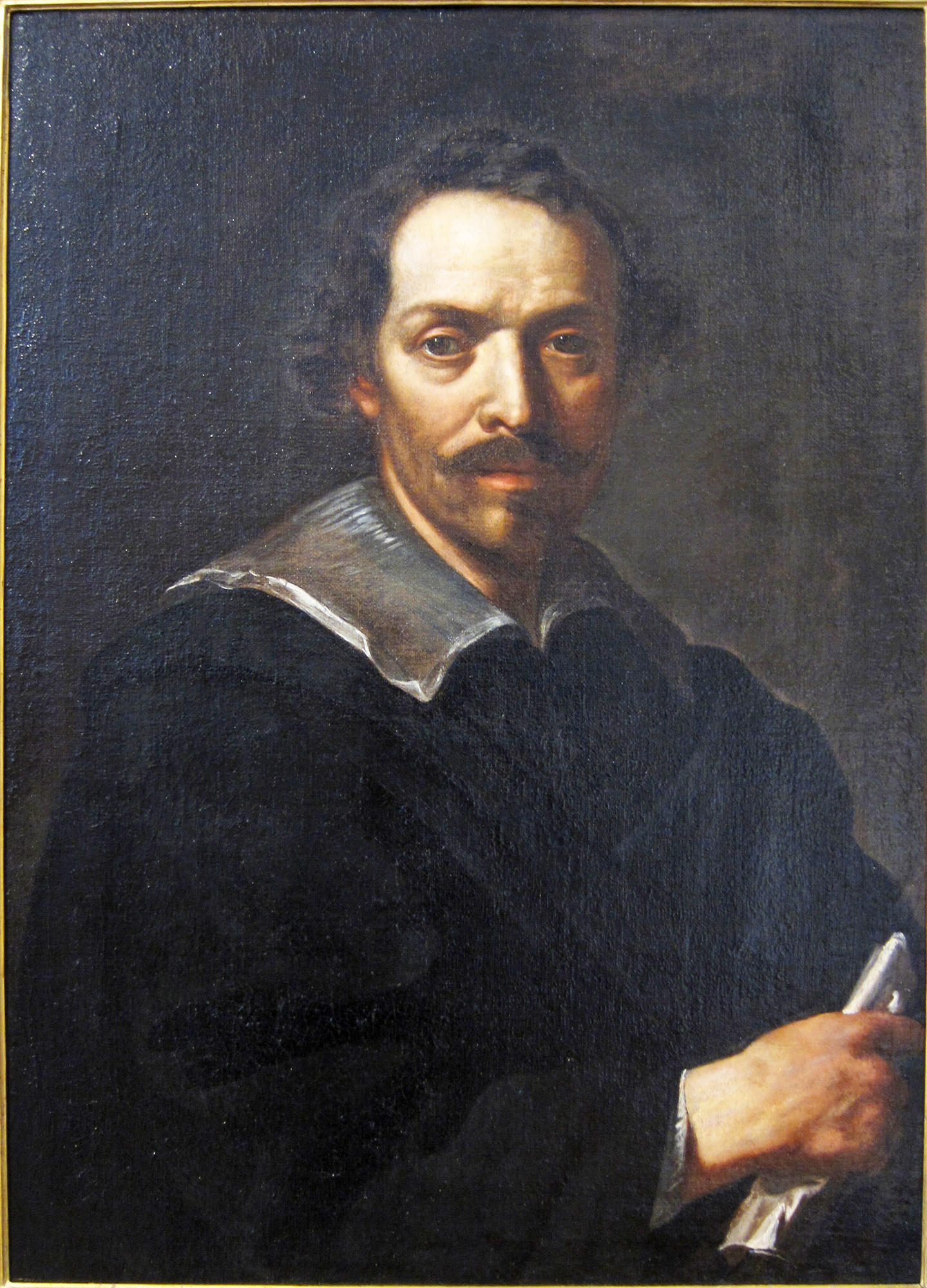
Pietro da Cortona, Selbstporträt
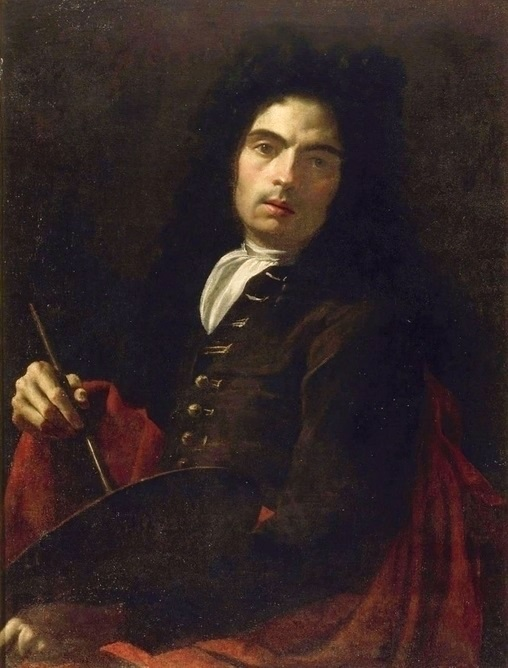
Corrado Giaquinto, Selbstporträt
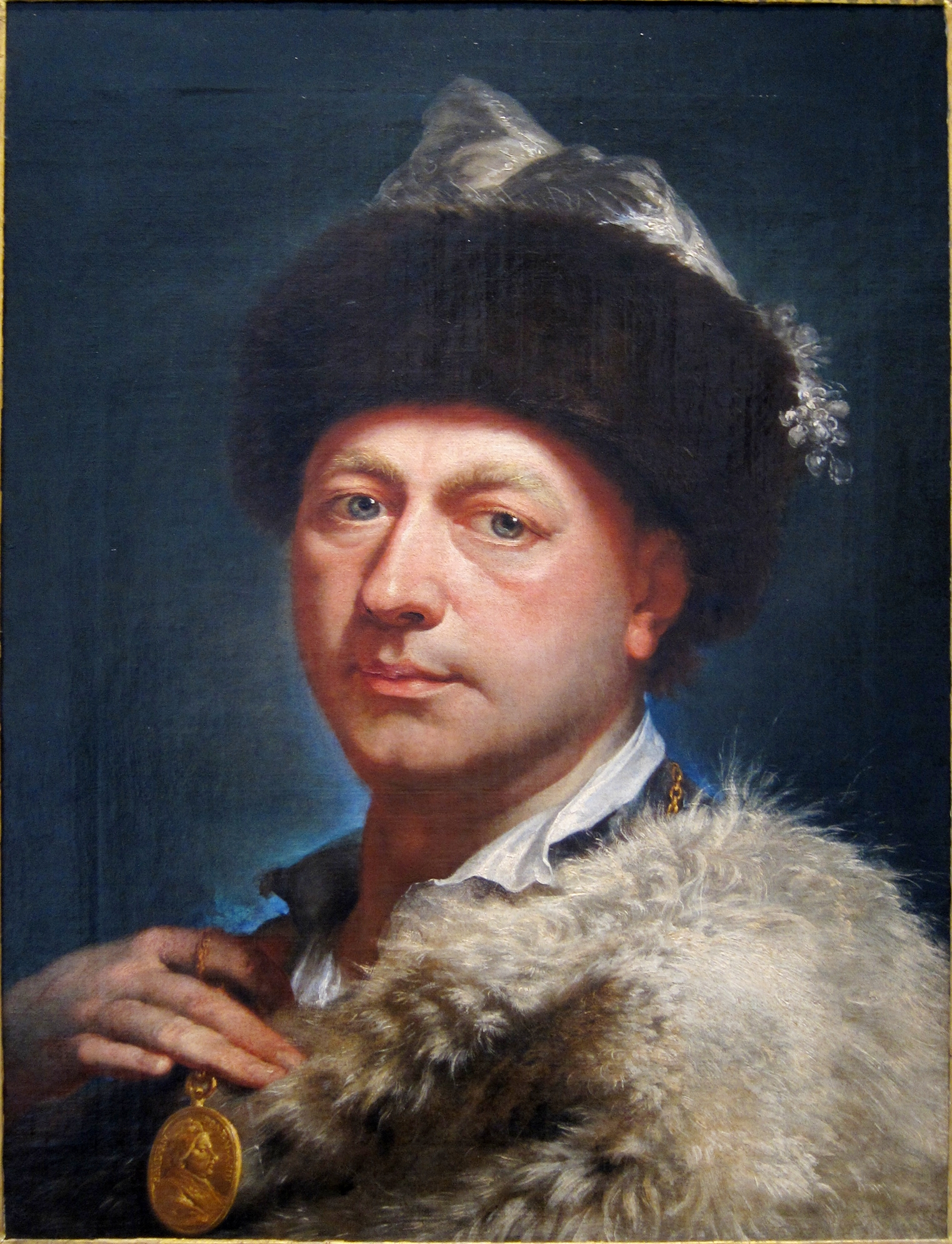
Marcello Bacciarelli, Selbstporträt
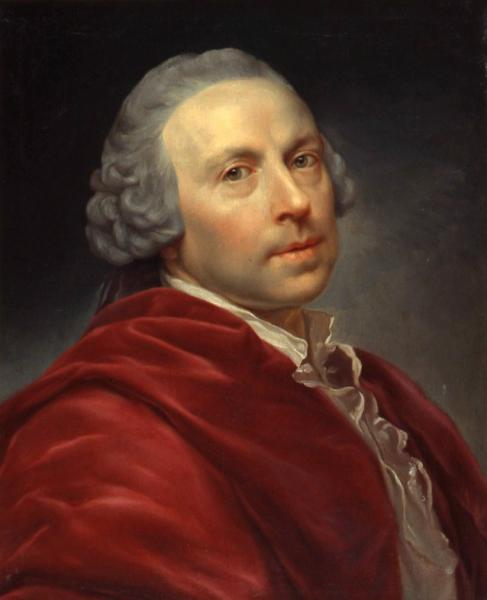
Anton von Maron, Selbstporträt
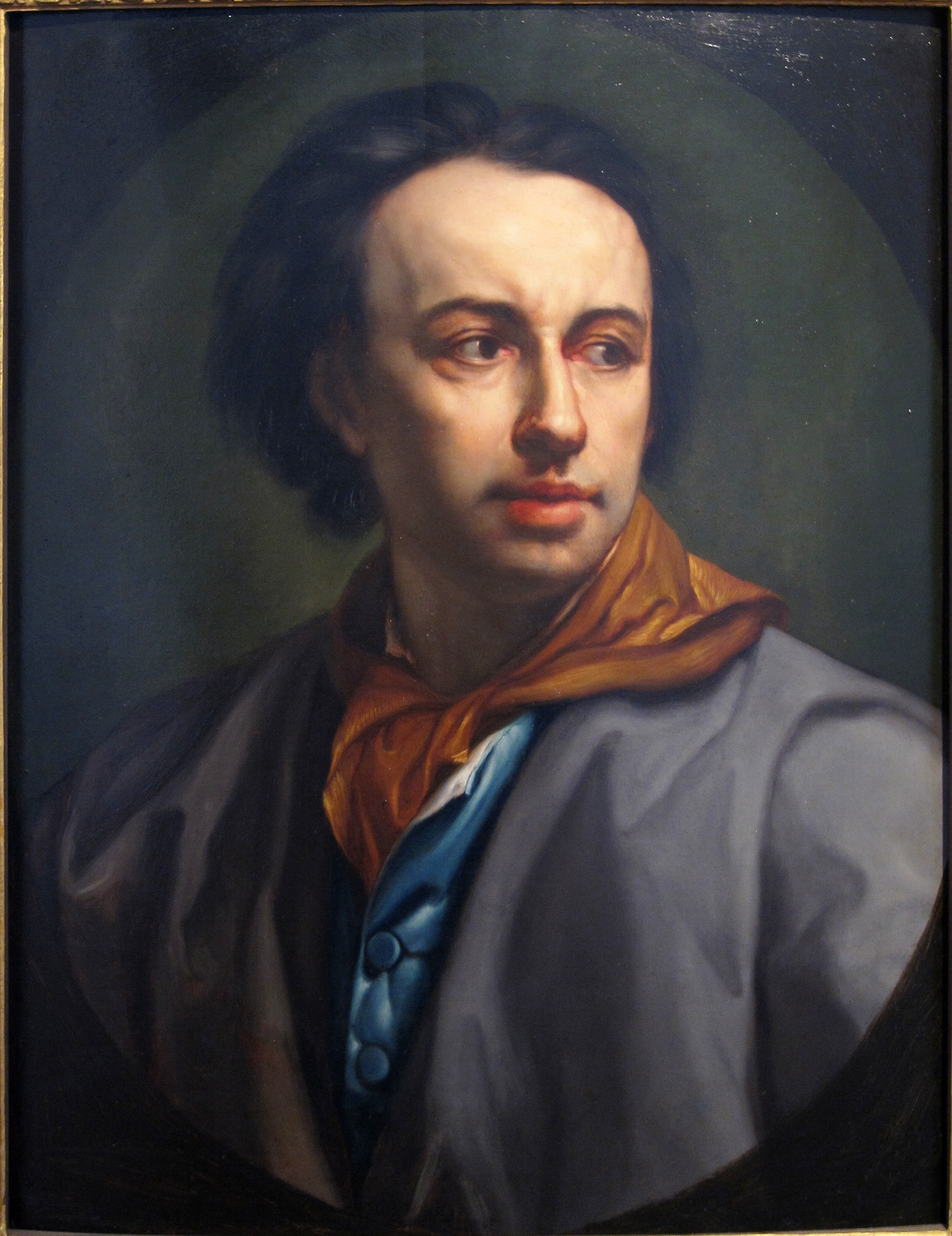
Anton Raphaël Mengs, Selbstporträt